# Habenaria calvilabris
Habenaria calvilabris är en orkidéart som beskrevs av Victor Samuel Summerhayes. Habenaria calvilabris ingår i släktet Habenaria och familjen orkidéer.

## Underarter
Arten delas in i följande underarter:
- H. c. calvilabris
- H. c. crassocalcarata